# 小行星5671
小行星5671（5671 Chanal）是一颗绕太阳运转的小行星，为主小行星带小行星。该小行星于1985年12月13日发现。

## 轨道参数
小行星5671的轨道半长轴为2.6418338 UA，离心率为0.087。